# بنهوفر ۷۲۵۶
سیارک ۷۲۵۶ (به انگلیسی: 7256 Bonhoeffer، نامگذاری:1993VJ5) هفت هزار و دویست و پنجاه و ششمین سیارک کشف شده‌است که در ۱۱ نوامبر ۱۹۹۳ کشف شد.
قدر مطلق سیارک برابر ۱۴٫۵۰ است.